# Vini Reilly
Vincent « Vini » Gerard Reilly (né le 4 août 1953) est un auteur, compositeur et musicien anglais, leader du groupe post-punk The Durutti Column.

## Biographie
Vini Reilly est né à Blackley un des districts de Manchester et grandit dans son agglomération. Son père est ingénieur et ne permet pas à ses cinq enfants de regarder la télévision. Sa mort, alors que Vini Reilly est âgé de 16 ans, le marque énormément et il regrette de ne pas l'avoir connu assez. Enfant, il joue beaucoup au football et il est même remarqué par le Manchester City Football Club, mais décline la proposition, préférant se consacrer à la musique.
Adolescent il est envoûté par les sons d'un duo de guitaristes brésiliens, Los Indios Tabajaras, deux frères au jeu le plus poignant qu'il ait entendu.
Son premier enregistrement est Ain't Bin To No Music School de Ed Banger & The Nosebleeds (en).
Vini Reilly est le premier artiste à signer chez Factory Records, le label de Tony Wilson. La musique de Vini Reilly est respectée par de nombreux musiciens, comme Brian Eno qui cite LC comme son album favori de tous les temps, et John Frusciante, membre des Red Hot Chili Peppers, qui décrit Vini Reilly comme « le meilleur guitariste du monde. »
En 1988, il arrange et joue de la guitare sur l'album Viva Hate, de son ami Morrissey, ancien leader du groupe The Smiths. Reilly enregistre également avec des artistes comme John Cooper Clarke,
Pauline Murray (en), Anne Clark, The Wake, Richard Jobson, Quando Quango, Craig Davies, Swing Out Sister et Holly Johnson (sur son album de 2014 Europa). Il tente de produire le premier album des Happy Mondays, Forty Five E.P. mais abandonne, ne réussissant pas à travailler avec le groupe.
En 1994 il a participé en tant que compositeur à l'œuvre audiovisuelle Terre d'Aubrac (1 h 24 min).
En septembre 2010, Vini Reilly est victime d'une légère attaque cérébrale, qui lui fait perdre « quelques sensations à la main gauche. » Malgré cela, en février 2011, on apprend qu'il travaille à un nouvel album. Le tempo des morceaux est plus lent, car depuis son AVC il ne peut plus jouer aussi vite qu'auparavant. En février 2013 son neveu lance pour lui sur internet un appel aux dons, car le guitariste a contracté des dettes pour loyers impayés, pour la période entre son AVC et le versement de sa pension d'invalidité. Les fans lui adressent 3 000 £ en une journée. Vini Reilly déclare alors que leur générosité a « enlevé de ses épaules tout le poids du monde. »

## Discographie
Voir l'article The Durutti Column